# Destroy the Machines
Destroy the Machines é o álbum de estreia da banda Earth Crisis, lançado a 25 de Maio de 1995.
| Críticas profissionais                                                      | Críticas profissionais |
| Avaliações da crítica                                                       | Avaliações da crítica  |
| Fonte                                                                       | Avaliação              |
| --------------------------------------------------------------------------- | ---------------------- |
| allmusic                                                                    | [ 2 ]                  |
| Esta tabela precisa de ser acompanhada por texto em prosa. Consulte o guia. |                        |

## Faixas
Todas as faixas por Karl Buechner.
1. "Forced March" – 3:48
2. "Born From Pain" – 3:16
3. "Destroy the Machines" - 3:12
4. "New Ethic" – 2:53
5. "The Discipline" – 3:47
6. "Deliverance" – 3:09
7. "Inherit the Wasteland" – 2:50
8. "Asphyxiate" – 2:56
9. "The Wrath of Sanity" – 3:51
10. "Fortress" – 4:29

## Créditos
- Karl Buechner - Vocal
- Scott Crouse - Guitarra
- Ian Edwards - Baixo
- Dennis Merrick - Bateria
- Kris Wiechmann - Guitarra